# Weigendorf
Weigendorf – miejscowość i gmina w Niemczech, w kraju związkowym Bawaria, w rejencji Górny Palatynat, w regionie Oberpfalz-Nord, w powiecie Amberg-Sulzbach, wchodzi w skład wspólnoty administracyjnej Neukirchen bei Sulzbach-Rosenberg. Leży w Jurze Frankońskiej, około 21 km na północny zachód od Amberga, przy drodze B14 i linii kolejowej Norymberga – Schwandorf.

## Dzielnice
W skład gminy wchodzą następujące dzielnice: 
- Breitenthal
- Deinsdorf
- Ernhüll
- Fallmühle
- Haunritz
- Heilbronnthal
- Hellberg
- Högen
- Oed
- Unterlangenfeld
- Weigendorf

## Demografia
| Rok  | Liczba mieszk. |
| ---- | -------------- |
| 1970 | 1 248          |
| 1987 | 1 125          |
| 2000 | 1 276          |